# آرتور دموچسکی
آرتور دموچسکی (انگلیسی: Artur Antoni Dmochowski؛ زادهٔ ۱۳ ژوئن ۱۹۵۹) روزنامه‌نگار اهل لهستان است وی از دانش‌آموختگان دانشگاه یاگیلونیا است.

## زندگی
دموچسکی سال ۱۹۵۹ در کراکوف، لهستان زاده شد. او تحصیلاتش را در دانشگاه یاگیلونیا گذراند.